# Campeonato Asiático de Ciclismo en Ruta
El Campeonato Asiático de Ciclismo es el campeonato asiático de ciclismo en ruta para los países miembros de la Federación Asiática de Ciclismo, llevándose a cabo pruebas tanto masculinas como femeninas y siendo para ciclistas élite y sub-23.

## Sedes
| Año  | País               | Ciudad             |
| ---- | ------------------ | ------------------ |
| 1963 | Malasia            | Kuala Lumpur       |
| 1965 | Filipinas          | Manila             |
| 1967 | Tailandia          | Bangkok            |
| 1969 | Corea del Sur      | Seúl               |
| 1971 | Singapur           | Singapur           |
| 1973 | Japón              | Izu                |
| 1975 | Indonesia          | Yakarta            |
| 1977 | Filipinas          | Manila             |
| 1979 | Malasia            | Kuala Lumpur       |
| 1981 | Tailandia          | Bangkok            |
| 1983 | Filipinas          | Manila             |
| 1985 | Corea del Sur      | Incheon            |
| 1987 | Indonesia          | Yakarta            |
| 1989 | India              | New Delhi          |
| 1991 | China              | Pekín              |
| 1993 | Malasia            | Ipoh               |
| 1995 | Filipinas          | Quezon City        |
| 1997 | Irán Corea del Sur | Teherán Seoul      |
| 1999 | Japón              | Maebashi           |
| 2000 | China              | Shanghái           |
| 2001 | República de China | Kaohsiung Taichung |

| Año  | País                   | Ciudad            |
| ---- | ---------------------- | ----------------- |
| 2002 | Tailandia              | Bangkok           |
| 2003 | Corea del Sur          | Changwon          |
| 2004 | Japón                  | Yokkaichi         |
| 2005 | India                  | Ludhiana          |
| 2006 | Malasia                | Kuala Lumpur      |
| 2007 | Tailandia              | Bangkok           |
| 2008 | Japón                  | Nara              |
| 2009 | Indonesia              | Tenggarong        |
| 2010 | Emiratos Árabes Unidos | Charjah           |
| 2011 | Tailandia              | Nakhon Ratchasima |
| 2012 | Malasia                | Kuala Lumpur      |
| 2013 | India                  | New Delhi         |
| 2014 | Kazajistán             | Astana            |
| 2015 | Tailandia              | Nakhon Ratchasima |
| 2016 | Japón                  | Izu               |
| 2017 | Baréin                 | Manama            |
| 2018 | Birmania               | Naypyidaw         |
| 2019 | Uzbekistán             | Gazalkent         |
| 2022 | Tayikistán             | Dusambé           |
| 2023 | Tailandia              | Rayong            |
| 2024 | Kazajistán             | Almaty            |
| 2025 | Tailandia              | Phitsanulok       |

## Palmarés

### Competiciones masculinas

#### Ciclismo en ruta
| Edición | Oro                      | Plata                    | Bronce                |
| ------- | ------------------------ | ------------------------ | --------------------- |
| 1963    | Taworn Jirapan           | Masashi Omiya            | Wanchai Weelasineekul |
| 1999    | Serguéi Yákovlev         | Hidenori Nodera          |                       |
| 2001    | Kam Po Wong              | Arnel Quirimit           | Junichi Shibuya       |
| 2002    | Wang Guozhang            | Ahad Kazemi              | Kam Po Wong           |
| 2003    | Shinri Suzuki            | Hidenori Nodera          | Hassan Maleki         |
| 2004    | Shinri Suzuki            | Maxim Iglinskiy          | Valeriy Dmitriyev     |
| 2005    | Joo Hyun-Wook            | Omar Hasanein            | Dmitriy Gruzdev       |
| 2006    | Mahdi Sohrabi            | Shinichi Fukushima       | Omar Hasanein         |
| 2007    | Takashi Miyazawa         | Hossein Askari           | Chan Chun Hing        |
| 2008    | Fumiyuki Beppu           | Temur Mukamedov          | Takashi Miyazawa      |
| 2009    | Dmitriy Fofonov          | Alexander Vinokourov     | Valentin Iglinskiy    |
| 2010    | Mahdi Sohrabi            | Takashi Miyazawa         | Hossein Nateghi       |
| 2011    | Yukiya Arashiro          | Muradjan Khalmuratov     | Hossein Askari        |
| 2012    | Kam Po Wong              | Mahdi Sohrabi            | Taiji Nishitani       |
| 2013    | Muradjan Khalmuratov     | Arvin Moazemi            | Andrey Mizourov       |
| 2014    | Ruslan Tleubayev         | Maxim Iglinskiy          | Dmitriy Gruzdev       |
| 2015    | Hossein Askari           | Yousef Mirza Bani Hammad | Kohei Uchima          |
| 2016    | King Lok Cheung          | Yukiya Arashiro          | Fumiyuki Beppu        |
| 2017    | Sanghong Park            | Yousef Mirza Bani Hammad | Zhandos Bizhigitov    |
| 2018    | Yousef Mirza Bani Hammad | Fumiyuki Beppu           | Mehdi Sohrabi         |
| 2019    | Yevgeniy Gidich          | Xianjing Lyu             | Chun Kai Feng         |
| 2022    | Igor Chzhan              | Nariyuki Masuda          | Jambaljamts Sainbayar |
| 2023    | Gleb Brussenskiy         | Yevgeniy Gidich          | Yukiya Arashiro       |
| 2024    | Kim Eu-ro                | Xianjing Lyu             | Yevgeniy Fedorov      |
| 2025    | Xianjing Lyu             | Peerapol Chawchiangkwang | Jambaljamts Sainbayar |

#### Contrarreloj
| Edición | Oro                  | Plata                 | Bronce                |
| ------- | -------------------- | --------------------- | --------------------- |
| 1963    | Taworn Jirapan       | Masashi Omiya         | Ng Joo Pong           |
| 1995    | Andrey Mizourov      | Kim Tae-Ho            | Aleksandr Dyadichkin  |
| 1999    | Andrey Mizourov      | Serguéi Yákovlev      | Osamu Sumida          |
| 2001    | Hossein Askari       | Jamsran Ulzii-Orshikh | Kam Po Wong           |
| 2002    | Kazuya Okazaki       | Tonton Susanto        | Shi Guijun            |
| 2003    | Hossein Askari       | Mai Cong Hieu         | Kazuya Okazaki        |
| 2004    | Assan Bazayev        | Hossein Askari        | Ghader Mizbani        |
| 2005    | Youm Jung-Hwan       | Hossein Askari        | Vladimir Tuychiev     |
| 2006    | Andrey Mizourov      | Ghader Mizbani        | Makoto Iijima         |
| 2007    | Eugen Wacker         | Hossein Askari        | Vladimir Tuychiev     |
| 2008    | Eugen Wacker         | Alexey Kolessov       | Yukiya Arashiro       |
| 2009    | Alexander Vinokourov | Andrey Mizourov       | Eugen Wacker          |
| 2010    | Andrey Mizourov      | Hossein Askari        | Eugen Wacker          |
| 2011    | Eugen Wacker         | Dmitriy Gruzdev       | Hossein Askari        |
| 2012    | Eugen Wacker         | Dmitriy Gruzdev       | Hossein Askari        |
| 2013    | Muradjan Khalmuratov | Andrey Mizourov       | Eugen Wacker          |
| 2014    | Dmitriy Gruzdev      | Eugen Wacker          | Hyeong Min Choe       |
| 2015    | Hossein Askari       | Zhandos Bizhigitov    | Hyeong Min Choe       |
| 2016    | King Lok Cheung      | Hyeong Min Choe       | Alireza Haghi         |
| 2017    | Dmitriy Gruzdev      | Hyeong Min Choe       | King Lok Cheung       |
| 2018    | King Lok Cheung      | Hyeong Min Choe       | Arvin Moazemi         |
| 2019    | Daniil Fominykh      | Chun Kai Feng         | King Lok Cheung       |
| 2022    | Yevgeniy Fedorov     | Nariyuki Masuda       | Muradjan Halmuratov   |
| 2023    | Yevgeniy Fedorov     | Sergio Tu             | Jambaljamts Sainbayar |
| 2024    | Yevgeniy Fedorov     | Dmitriy Gruzdev       | Yukiya Arashiro       |
| 2025    | Yevgeniy Fedorov     | Dmitriy Gruzdev       | Chun Kai Feng         |

#### Contrarreloj por equipos
| Edición | Oro | Plata                                                                                              | Bronce                                                                                  |
| ------- | --- | -------------------------------------------------------------------------------------------------- | --------------------------------------------------------------------------------------- |
| 1963    | Japón | Tailandia                                                                                          | Irán                                                                                    |
| 1971    | Corea del Sur | Filipinas                                                                                          | Japón                                                                                   |
| 2006    | Corea del Sur | Irán                                                                                               | Japón                                                                                   |
| 2017    | Kazajistán · Alexey Lutsenko · Dmitriy Gruzdev · Andrey Zeits · Daniil Fominykh · Zhandos Bizhigitov · Bakhtiyar Kozhatayev | Japón Takeaki Amezawa Yukiya Arashiro Nariyuki Masuda Rei Onodera Ryota Nishizono Hayato Okamoto   | Hong Kong Leung Chun Wing Ko Siu Wai Cheung King Lok Ho Burr Leung Ka Yu Mow Ching Ying |
| 2018    | Japón Yukiya Arashiro Fumiyuki Beppu Rei Onodera Masaki Yamamoto Shoi Matsuda Yusuke Hatanaka                               | Irán Arvin Moazemi Samad Poor Seiedi Behnam Ariyan Mahdi Sohrabi Mohammad Rajablou Esmail Chaichi  | Hong Kong Leung Chun Wing Cheung King Lok Fung Ka Hoo Ko Siu Wai Ho Burr Mow Ching Ying |
| 2019    | Kazajistán · Yevgeniy Gidich · Zhandos Bizhigitov · Daniil Fominykh · Dmitriy Gruzdev · Yuriy Natarov · Artyom Zakharov     | Corea del Sur Hyeongmin Choe Daeyeong Joo Kyeongho Min Sang Hong Park Kookhyun Kim Sanghoon Park   | Hong Kong Leung Chun Wing Ko Siu Wai Leung Ka Yu Mow Ching Ying                         |
| 2022    | Kazajistán · Igor Chzhan · Yevgeniy Fedorov · Yevgeniy Gidich · Yuriy Natarov                                               | Mongolia Maral-Erdene Batmunkh Tegshbayar Batsaikhan Bilguunjargal Erdenebat Jambaljamts Sainbayar | Irán Behnam Ariyan Esmail Chaichi Mohammad Ganjkhanlou Samad Poor Seiedi                |

### Competiciones femeninas

#### Ciclismo en ruta
| Edición | Oro               | Plata                 | Bronce              |
| ------- | ----------------- | --------------------- | ------------------- |
| 1999    | Miho Oki          | Yang Limei            | Akemi Morimoto      |
| 2001    | Kim Yong-Mi       | Hoang Thi Thanh Tan   | Miho Oki            |
| 2002    | Yang Limei        | Tamamo Nakamura       | Jiang Yanxia        |
| 2003    | Jiang Yanxia      | Zhang Junying         | Choi Hye-Kyeong     |
| 2004    | Zhang Junying     | Chanpeng Nontasin     | Akemi Morimoto      |
| 2005    | You Jin-A         | Ni Fenghan            | Uyun Muzizah        |
| 2006    | Han Song-Hee      | Liu Yongli            | Lee Min-Hye         |
| 2007    | Meng Lang         | Noor Azian Alias      | Gu Sun-Geun         |
| 2008    | Gao Min           | Miho Oki              | Choi Hye-Kyeong     |
| 2009    | Tang Kerong       | Hsiao Mei-Yu          | Natalya Stefanskaya |
| 2010    | You Jin-A         | Natalya Stefanskaya   | Jutatip Maneephan   |
| 2011    | Hsiao Mei-Yu      | Gu Sun-Geun           | Jutatip Maneephan   |
| 2012    | Hsiao Mei-Yu      | Gu Sun-Geun           | Jutatip Maneephan   |
| 2013    | Hsiao Mei-yu      | Liu Xiaohui           | Zhao Na             |
| 2014    | Hsiao Mei-yu      | Xiao Juan Diao        | Gu Sun-geun         |
| 2015    | Ting-ying Huang   | Hsiao Mei-yu          | Zhao Juan Meng      |
| 2016    | Na Ah-reum        | Yixian Pu             | Mayuko Hagiwara     |
| 2017    | Qianyu Yang       | Na Ah-reum            | Miho Yoshikawa      |
| 2018    | Thị Thật Nguyễn   | Ting-ying Huang       | Yao Chang           |
| 2019    | Olga Zabelinskaya | Na Ah-reum            | Somayeh Yazdani     |
| 2022    | Thị Thật Nguyễn   | Makhabbat Umutzhanova | Akpeiil Ossim       |
| 2023    | Thị Thật Nguyễn   | Jiajun Sun            | Jutatip Maneephan   |
| 2024    | Minji Song        | Thị Thật Nguyễn       | Xin Tang            |
| 2025    | Jutatip Maneephan | Thị Thật Nguyễn       | Lee Sze Wing        |

#### Contrarreloj
| Edición | Oro                        | Plata                  | Bronce                   |
| ------- | -------------------------- | ---------------------- | ------------------------ |
| 1995    | Ma Huizhen                 | Song Chung-Mi          | Chang Hsu-ying           |
| 1999    | Zhao Haijuan               | Shim Jung-Hwa          | Miyoko Karami            |
| 2001    | Lim Hang-Jun               | Miho Oki               | Chen Chiung-Yi           |
| 2002    | Li Meifang                 | Yuan Yange             | Monrudee Chapookam       |
| 2003    | Li Meifang                 | Han Song-Hee           | Ayumi Otsuka             |
| 2004    | Li Meifang                 | Miyoko Karami          | Zhang Junying            |
| 2005    | Li Meifang                 | Han Song-Hee           | Huang Ho-Hsun            |
| 2006    | Wang Li                    | Lee Min-Hye            | Satomi Wadami            |
| 2007    | Li Meifang                 | Lee Min-Hye            | Miho Oki                 |
| 2008    | Li Meifang                 | Liu Yongli             | Mayuko Hagiwara          |
| 2009    | Tang Kerong                | Chanpeng Nontasin      | Marina Andreichenko      |
| 2010    | Son Eun-Ju                 | Mayuko Hagiwara        | Monrudee Chapookam       |
| 2011    | Chanpeng Nontasin          | Son Eun-Ju             | Jamie Wong               |
| 2012    | Na Ah-Reum                 | Minami Uwano           | Wang Cui                 |
| 2013    | Tüvshinjargalyn Enkhjargal | Minami Uwano           | Jamie Wong               |
| 2014    | Na Ah-Reum                 | Eri Yonamine           | Enkhjargal Tuvshinjargal |
| 2015    | Na Ah-Reum                 | Mayuko Hagiwara        | Enkhjargal Tuvshinjargal |
| 2016    | Mayuko Hagiwara            | Ju Mi Lee              | Yao Pang                 |
| 2017    | Hongyu Liang               | Ju Mi Lee              | Yumi Kajihara            |
| 2018    | Ju Mi Lee                  | Ting Ying Huang        | Miyoko Karami            |
| 2019    | Olga Zabelinskaya          | Ju Mi Lee              | Ting Ying Huang          |
| 2022    | Rinata Sultanova           | Agustina Delia Priatna | Tserenlkham Solongo      |
| 2023    | Olga Zabelinskaya          | Na Ah-reum             | Rinata Sultanova         |
| 2024    | Olga Zabelinskaya          | Yanina Kuskova         | Rinata Sultanova         |
| 2025    | Yanina Kuskova             | Safia Alsayegh         | Tsuyaka Uchino           |

#### Contrarreloj por equipos
| Edición | Oro                                                                             | Plata | Bronce                                                                             |
| ------- | ------------------------------------------------------------------------------- | --- | ---------------------------------------------------------------------------------- |
| 2019    | Corea del Sur Lee Ju-mi Na Ah-reum Yu Seon-ha Kang Hyun-kyung                   | Kazajistán · Amiliya Iskakova · Viktoriya Pastarnak · Faina Potapova · Natalya Saifutdinova · Zhanerke Sanakbayeva · Makhabbat Umutzhanova | Hong Kong Leung Wing-yee Yang Qian-yu Pang Yao Ma Yin-yu Leung Hoi Wah Ng Sze Wing |
| 2022    | Uzbekistán Shaknoza Abdullaeva Anna Kulikova Yanina Kuskova Margarita Misyurina | Kazajistán · Faina Potapova · Anzhela Solovyeva · Rinata Sultanova · Makhabbat Umutzhanova                                                 | Irán Mandana Dehghan Reyhaneh Khatouni Sajedeh Siyahian Somayeh Yazdani            |

### Competiciones mixtas

#### Relevos mixtos
| Edición | Oro | Plata | Bronce                                                                     |
| ------- | --- | --- | -------------------------------------------------------------------------- |
| 2023    | Kazajistán · Dmitriy Gruzdev · Marina Kuzmina · Igor Chzhan · Yevgeniy Fedorov · Rinata Sultanova · Makhabbat Umutzhanova | Uzbekistán Aleksey Fomovskiy Dmitriy Bocharov Yanina Kuskova Evgeniya Golotina Olga Zabelinskaya Behzodek Rakhimbaev | China Tingting Wang Jiankun Liu Yikui Niu Yuhang Cui Jiajun Sun Li Jun Bai |
| 2024    | Kazajistán | Uzbekistán | Hong Kong                                                                  |
| 2025    | Kazajistán | Japón | Hong Kong                                                                  |

## Medallero histórico
- Se incluyen todas las competiciones de ruta y contrarreloj, tanto élite masculina, como élite femenina).

| Núm. | País                   | Oro | Plata | Bronce | Total |
| ---- | ---------------------- | --- | ----- | ------ | ----- |
| 1    | Kazajistán             | 25  | 16    | 12     | 53    |
| 2    | China                  | 19  | 11    | 7      | 37    |
| 3    | Corea del Sur          | 15  | 19    | 1      | 35    |
| 4    | Uzbekistán             | 8   | 5     | 3      | 16    |
| 5    | Japón                  | 7   | 19    | 22     | 48    |
| 6    | Irán                   | 6   | 9     | 12     | 27    |
| 7    | Hong Kong              | 6   | 0     | 13     | 19    |
| 8    | República de China     | 5   | 6     | 7      | 18    |
| 9    | Tailandia              | 4   | 3     | 7      | 14    |
| 10   | Kirguistán             | 4   | 1     | 4      | 9     |
| 11   | Vietnam                | 3   | 4     | 0      | 7     |
| 12   | Emiratos Árabes Unidos | 1   | 3     | 0      | 4     |
| 13   | Mongolia               | 1   | 2     | 6      | 9     |
| 14   | Indonesia              | 0   | 2     | 1      | 3     |
| 15   | Siria                  | 0   | 1     | 1      | 2     |
| 15   | Malasia                | 0   | 1     | 1      | 2     |
| 17   | Filipinas              | 0   | 1     | 0      | 1     |